# Мигум
Мигум, или колом, — папуасский язык, на котором говорят на побережье Раи провинции Маданг в Папуа — Новой Гвинее. Народ также использует ток-писин.